# 罗伯特·马利根
罗伯特·帕特里克·马利根（Robert Patrick Mulligan ，1925年8月23日—2008年12月20日）是一位美国导演和制片人，以《杀死一只知更鸟》等作品知名，常与艾倫·帕庫拉合作。

## 生平
马利根出生于纽约市，二战期间在美国海军陆战队担任无线电操作员。战争结束后，他就读于福坦莫大学，毕业后在《纽约时报》编辑部工作。
马利根后来离开了报社，他开始在CBS工作，曾执导过《Suspense》等电视剧，1957年导演了他的第一部电影《孺子雄心》。这部电影是他与艾倫·帕庫拉长期合作的开始。
2008年12月20日，他在康涅狄格州莱姆的家中死于心脏病，享年83岁。

## 个人生活
穆里根的第一任妻子是简·李·萨瑟兰（Jane Lee Sutherland），1951年结婚，1968年离婚，育有三个孩子。他与桑迪·马利根（Sandy Mulligan）1971年结婚，婚姻维持到他去世。他的弟弟理查德·马利根是一名演员。
他的职业生涯因酗酒而受到较大影响。他的女儿贝丝后来表示，他们的家庭生活“混乱而可怕”（chaotic and frightening）。